# Fuji T-1
Fuji T-1 – japoński samolot szkolno-bojowy, opracowany przez firmę Fuji Heavy Industries. Pierwszy japoński samolot szkolny o napędzie odrzutowym. Konstrukcję wzorowano na amerykańskim myśliwcu F-86 Sabre. Planowano instalację silników rodzimej produkcji, w wyniku opóźniających się prac nad ich opracowaniem zdecydowano się użyć zagranicznej jednostki. Dopiero pod koniec produkcji zastosowano japońskie silniki. Samolot produkowano w latach 1960–1963 w dwóch podstawowych wersjach. W 2006 roku wycofane z eksploatacji.   

## Historia
Po II wojnie światowej Japonia była jednym z największych użytkowników samolotów myśliwskich North American F-86 Sabre. W związku z tym wojsko wyraziło zapotrzebowanie na samolot szkolny, który służyć miał do szkolenia pilotów. Amerykańska maszyna zbierała pozytywne opinie wśród japońskich wojskowych, zdecydowano zatem, aby konstrukcję nowego samolotu szkolnego oprzeć na F-86. W 1953 roku Fuji Heavy Industries rozpoczęła prace nad własnym szkolnym odrzutowcem, który oznaczono jako JO-1.  
Samolot wygrał ogłoszony przetarg na odrzutowy samolot szkolny T1F1. Rząd zamówił siedem egzemplarzy, które oznaczonych jako T1F1. Pierwszy egzemplarz miał wzbić się w powietrze w 1957 roku. Planowano użyć rodzimą jednostkę napędową JO-1/J3, jednak program opracowania silnika ulegał opóźnieniom. Odpowiedzialność za produkcję krajowej jednostki napędowej przekazano firmie Ishikawajima-Harima.  
Oblot prototypu odbył się 19 stycznia 1958 roku. Maszyna wyposażona była w silnik Bristol Siddeley Orpheus. Opóźnienia w programie budowy silnika zmusiły Fuji do rozpoczęcia produkcji seryjnej z silnikiem Orpheus. Pierwsze egzemplarze wyposażone w tego typu silnik wprowadzono do służby w Japońskich Powietrznych Siłach Samoobrony w maju 1960 roku pod nazwą T-1A. Ostatecznie problemy z silnikiem J3 zostały rozwiązane. Silnik ten zaczęto montować w samolotach oznaczonych jako T-1B. Pierwszy lot wersji T-1B odbył się w maju 1960 roku. Dostawy rozpoczęto w 1961 roku. Produkcję samolotów zakończono w 1963 roku. Wybudowano 66 egzemplarze – 2 prototypy, 4 egzemplarze przedseryjne, 40 w wersji T-1A oraz 20 w wersji T-1B. Fuji T-1 został zastąpiony przez Kawasaki T-4. Na przełomie lat 1999–2000 na samolotach odbyły się ostatnie loty szkolne, zaś 3 marca 2006 roku ostatecznie wycofano je z eksploatacji.

## Konstrukcja
Fuji T-1 zbudowano w klasycznym układzie konstrukcyjnym. Wzdłuż przedniej części kadłuba przechodzą dwa kanały prowadzące powietrze do silnika. W części kadłuba mieszczącej kabinę pilotów i wnękę przedniego podwozia kanał powietrzny rozdziela się na boki. W tylnej części kadłuba znajduje się silnik wraz z osprzętem. Fotele wyrzucane w układzie tandem. Fotel przedni zajmowany był przez ucznia, tylny przez instruktora. Opracowano dwa warianty produkcyjne, które różniły się od siebie silnikiem. Samolot był średniopłatem o skośnych skrzydłach. 
Wersja T-1A napędzana była silnikiem Bristol Siddeley Orpheus Mk 805, który generował 17,8 kN ciągu. Wyprodukowano 40 egzemplarzy seryjnych, napędzanych jednostką Bristol. Wersja T-1B napędzana była przez słabszy, japoński silnik Ishikawajima-Harima J3-3, który generował ciąg 11,77 kN. Silnik Bristrol Orpheus okazał się zbyt mocny, dlatego wprowadzono słabszą jednostkę napędową. 
Uzbrojenie samolotu stanowił jeden karabin maszynowy Browning M53-2 kal. 12,7 mm, zamontowany na stałe w dziobie. Podobnie jak F-86 Sabre miał dwie belki podskrzydłowe do przenoszenia uzbrojenia podwieszanego. Mógł przenosić dwie bomby lotnicze o wagomiarze po 340 kg lub dwa podwieszane zbiorniki paliwa o pojemności po 455 litrów każdy, bądź też dwa naprowadzane na podczerwień pociski AIM-9 Sidewinder. W praktyce jednak samoloty te rzadko latały uzbrojone.

## Galeria

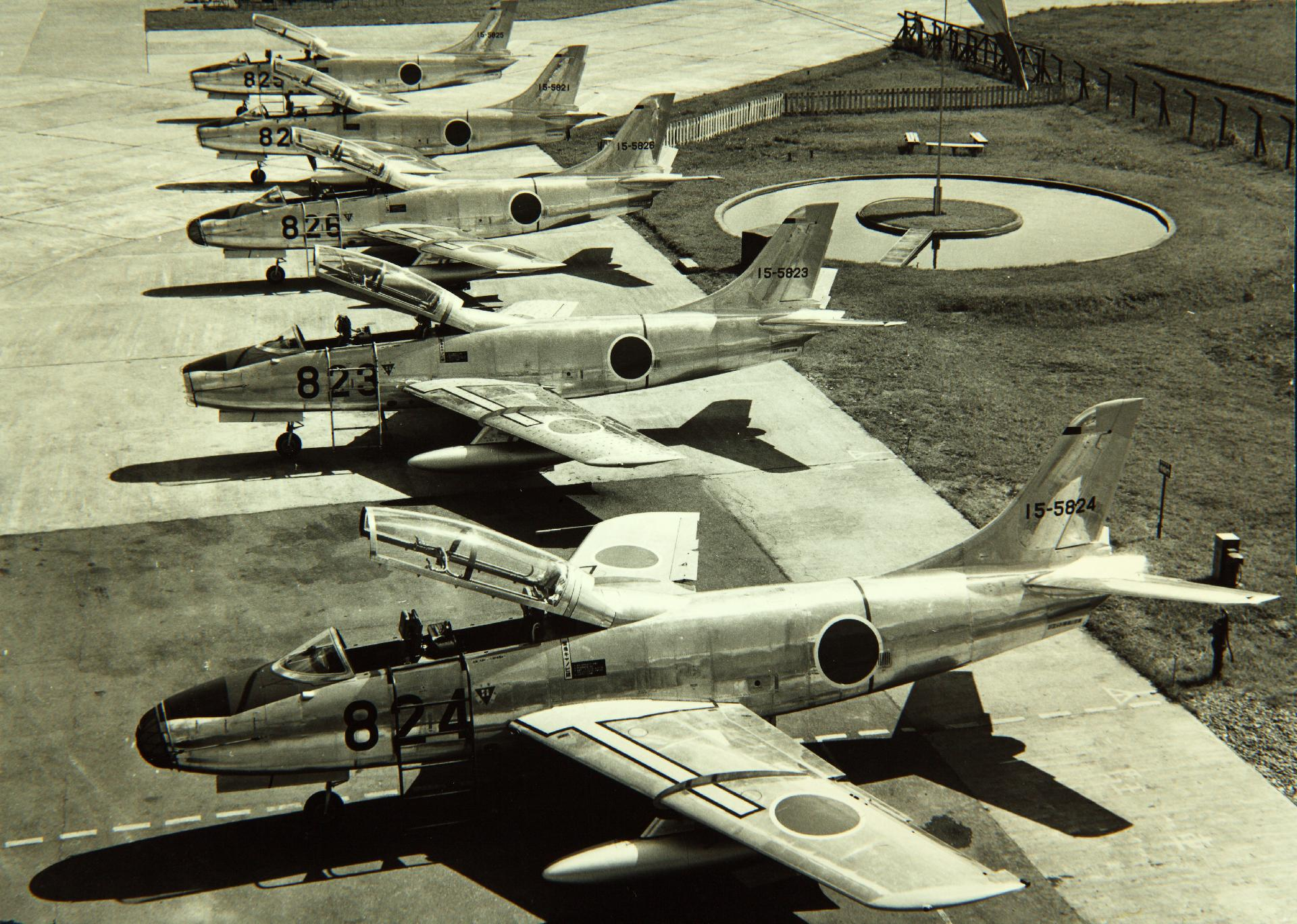
Fuji T-1A
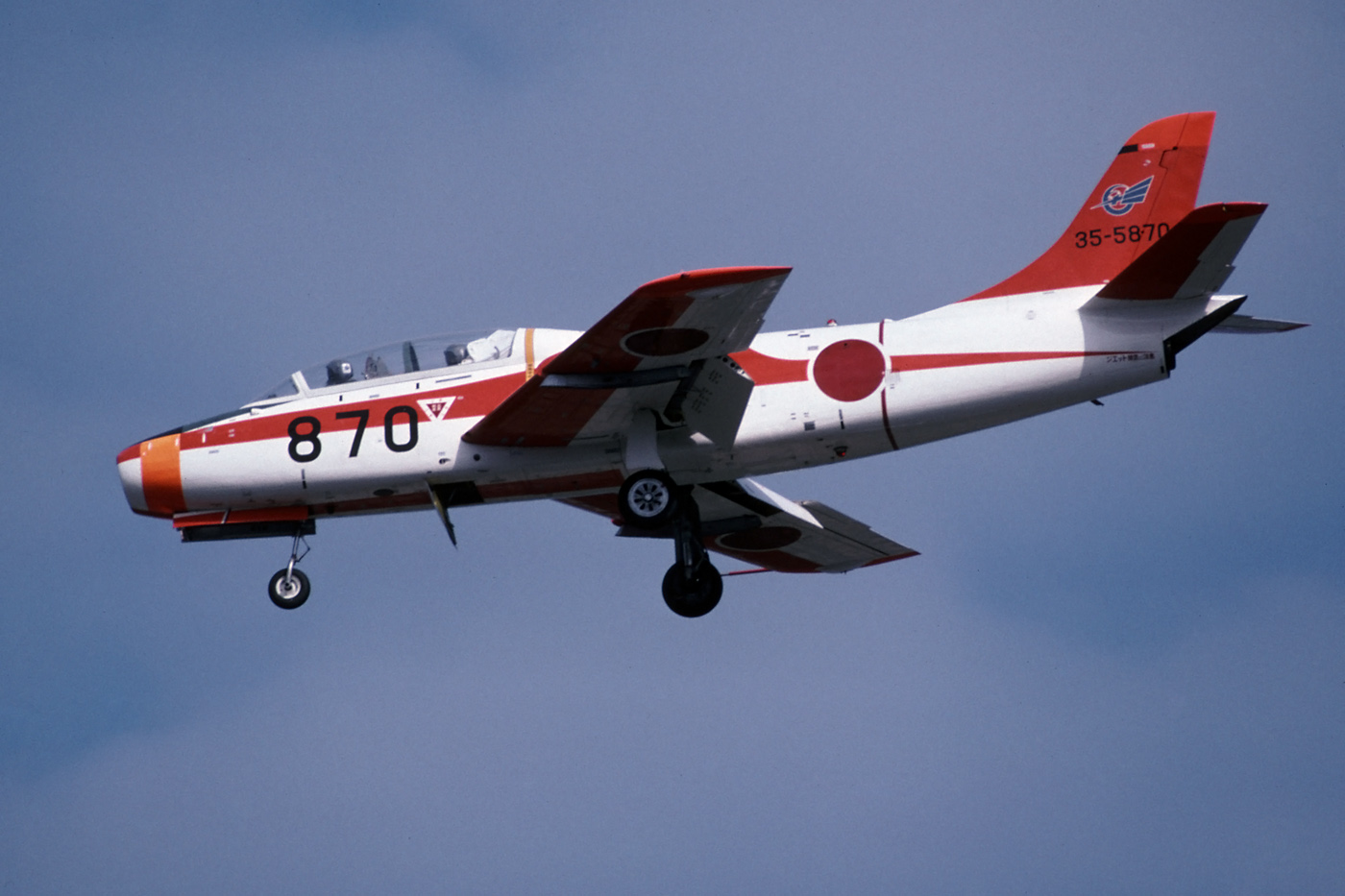
Fuji T-1B w locie (1994)
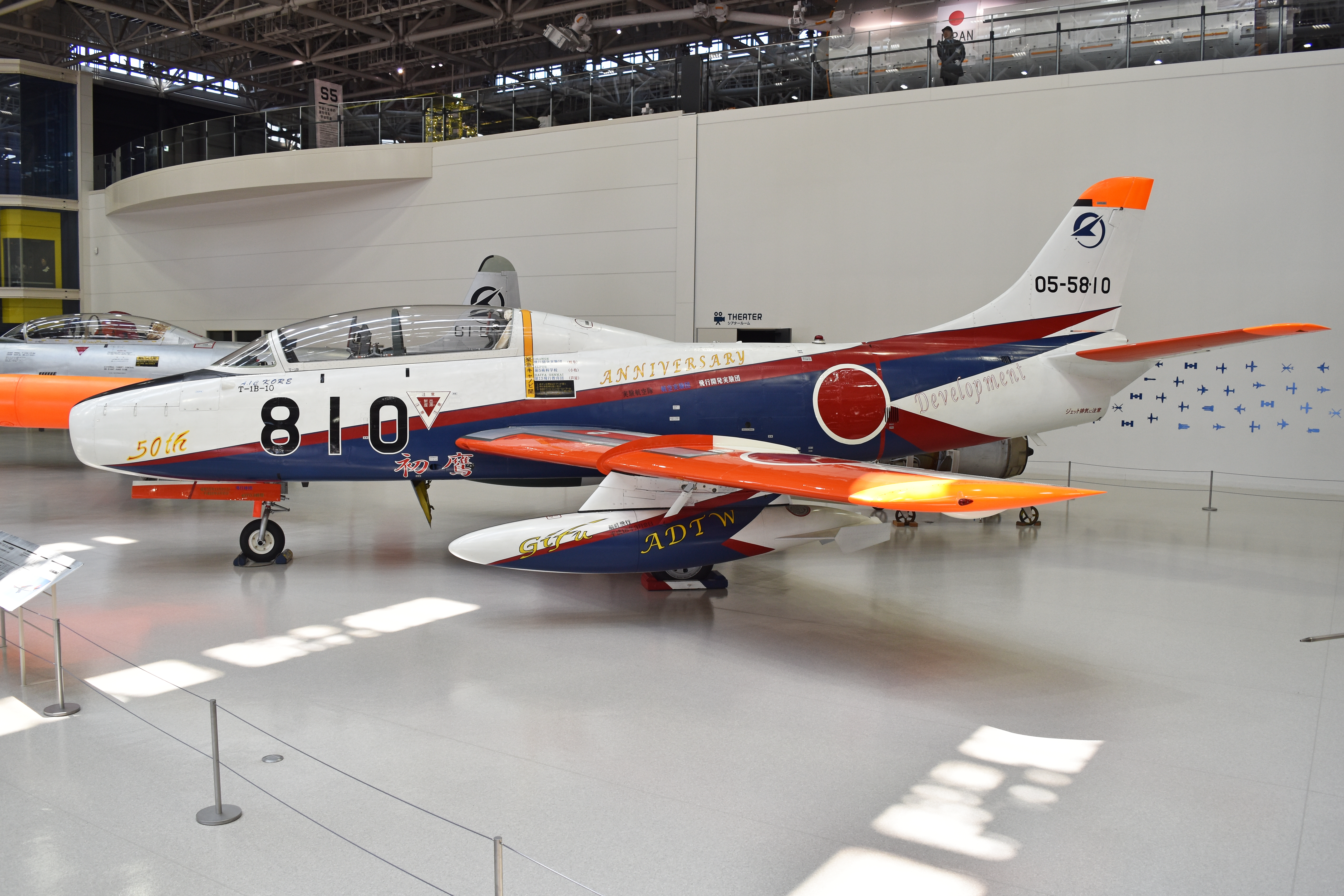
T-1B jako eksponat w Kakamigahara Aerospace Science Museum
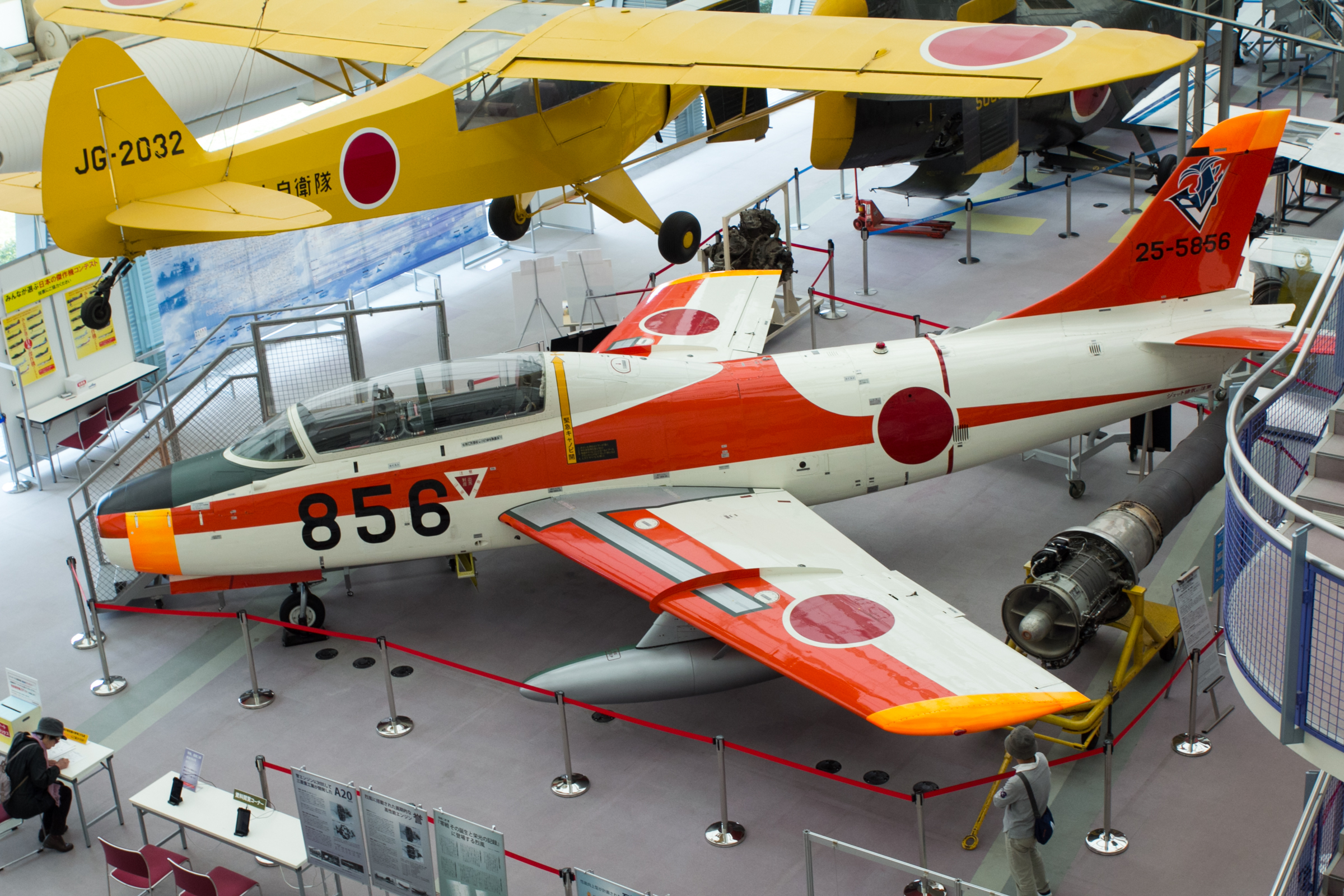
Widok z góry na samolot, w prawym dolnym rogu widoczny jest silnik Ishikawajima-Harima J3